# Plagiomnium vesicatum
Plagiomnium vesicatum är en bladmossart som beskrevs av T. Koponen 1968. Plagiomnium vesicatum ingår i släktet praktmossor, och familjen Mniaceae. Inga underarter finns listade i Catalogue of Life.